# Síntesi sostractiva de color

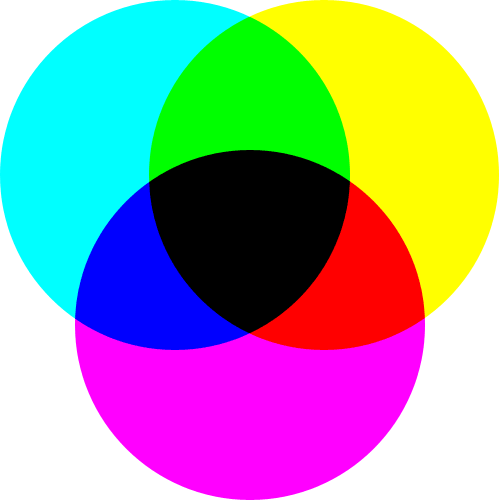
Síntesi subtractiva: cian, magenta i groc

Mescla de colors subtractius

La síntesi sostractiva explica la teoria de la mescla de pintures, tints, tintes i colorants naturals per a crear colors que absorbeixen certes longituds d'ona i en reflecteixen d'altres. El color que sembla que té un determinat objecte depèn de quines parts de l'espectre electromagnètic són reflectides per aquest, o dit a la inversa, quines parts de l'espectre no són absorbides.
Tot el que no és color additiu és color subtractiu. No es coneixen altres sistemes de mescles de colors, excepte el sistema imperfecte resultant de mesclar pigments reals, encara que això es considera massa confús avui dia.
Considerem una poma "vermella". Quan es veu sota una llum blanca, sembla vermella. Però això no significa que emeti llum vermella, que seria el cas d'una síntesi additiva. Si ho fes, seríem capaços de veure-la a les fosques. En lloc d'això, absorbeix algunes de les longituds d'ona que componen la llum blanca, reflectint solament aquelles que l'humà veu com a vermelles. Els humans veuen la poma vermella a causa del funcionament particular de l'ull i de la interpretació que fa el cervell de la informació que li arriba de l'ull.
Es necessiten tres coses per a veure un color: una font de llum, una mostra i un detector (que pot ser un ull).
En la impressió en color, les tintes que s'usen principalment són cian, magenta i groc. Cian és l'oposat al vermell, cosa que significa que actua com un filtre que absorbeix aquest color (-R +G +B). La quantitat de cian aplicada a un paper controlarà quant de vermell mostrarà. El magenta és l'oposat al verd (+R -G +B), i el groc, l'oposat al blau (+R +G -B). Amb aquest coneixement, es pot afirmar que hi ha infinites combinacions possibles de colors. Així és com les reproduccions d'il·lustracions són produïdes en massa, encara que per diverses raons també sol usar-se una tinta negra (vegeu limitacions). Aquesta barreja de cian, magenta, groc i negre es diu normalment model de color CMYK o, simplement, CMYK. CMYK és, per tant, un exemple d'espai de colors subtractius, o una gamma entera d'espais de color, ja que les tintes poden variar i l'efecte de les tintes depèn del tipus de paper emprat.
La síntesi substractiva de color s'aplica a la impressió a color i a la fotografia a color, però també a les arts plàstiques i la pintura decorativa. Es poden utilitzar els següents models:

## CMY
En el model de síntesi del color CMY (de l'anglès Cyan-Magenta-Yellow), les tintes que s'utilitzen són els tres colors primaris cian, magenta i groc. El cian és l'oposat al vermell, el que significa que actua com un filtre que absorbeix tal color (-R +G +B). La quantitat de cian aplicat a un paper controlarà quant vermell es mostrarà. Magenta és l'oposat al verd (+R -G +B) i el groc és l'oposat al blau (+R +G -B). Amb aquest coneixement es pot afirmar que hi ha infinites combinacions possibles de colors. Teòricament, si els colors primaris són purs, és possible sintetitzar tota la gamma de colors existent.

## CMYK
El model CMYK (Cyan-Magenta-Yellow-Key) té el mateix fonament de la síntesi CMY, que són colors primaris cian, magenta i groc, però afegint negre. S'utilitza en les reproduccions d'il·lustracions que són produïdes en massa, i per diverses raons s'inclou la tinta negra. Les tintes poden variar i el seu efecte depèn del tipus de paper empleat.
La raó principal de que la tinta negra s'utilitzi amb el cian, magenta i groc, és que aquestes tres últimes tintes no poden combinar-se per crear un negre autèntic. Cap tinta de color absorbirà totes les longituds d'ona que podrien aparèixer, per exemple, el color vermellós, el que significa que totes les mescles CMY amb total intensitat, produiran un resultat una mica allunyat del negre. Les tintes de colors s'imprimeixen a priori per a produir la tonalitat, mentre que la negra s'utilitza per disminuir el valor.
Altres avantatges són l'ús de menor quantitat de tintes de color, per la qual cosa és més econòmic i l'assecat és més ràpid.

## RYB
El model RYB (Red-Yellow-Blue) és la manera tradicional de l'obtenció de colors a partir dels primaris vermell, groc i blau. Es va utilitzar especialment en els segles xviii i xix, tot i que es continua utilitzant actualment, però a un nivell elemental de l'educació artística. És un model que té una limitada gamma de colors obtinguts si el comparem als models actuals; la seva eficiència és variable, perquè depèn dels pigments que es triïn com a colors primaris. Es pot considerar com un model que va ser anterior al modern CMY. La teoria del color de Mayer va buscar estandarditzar aquest model.

## CcMmYK
El model de color CcMmYK, també anomenat CMYKLcLm o CMYcm, és un procés d'impressió a injecció i fotografia optimitzades amb 6 colors, que a més dels 4 que utilitza el model CMYK, inclou també un cian clar i un magenta clar (minúscules c i m). La optimització s'aconsegueix en algunes imatges amb predomini de tons clars, com per exemple tons del cel, color de pell, etc. obtenint millors resultats.

## Colors primaris i secundaris
A la síntesi subtractiva del color, els colors primaris i secundaris poden tenir diferents matisos perquè depenen totalment dels pigments o colorants utilitzats, els quals depenen a la vegada del tipus i qualitat d'impressió o la tècnica de pintura empleada. En un model subtractiu ideal (teòricament perfecte), aquests colors són els següents: 
- Primaris: cian, magenta i groc.
- Secundaris: vermell, verd i blau.

Tot i així, a la pràctica es poden obtenir diferents resultats. El color cian, per exemple, si es pur tindria una coordenada HTML de #00FFFF com el cian additiu, però les impressores normalment utilitzen un cian que té com a coordenada HTML #00B0F6 o #00B7EB, o ser més variable, presentant en comparació una tonalitat cian més bé blavosa, la qual es denomina cian subtractiu, blau cian o blau primari. Tanmateix, en comptes d'un primari magenta pur com a magenta additiu, s'utilitzen altres tons de magenta vermellosos i pròxims al vermell púrpura, els quals reben el nom de magenta subtractiu, vermell magenta o vermell primari.